# Marcão (Fußballspieler, 1973)
Marcão (* 17. April 1973 in Andirá, eigentlich Marcos Antônio Aparecido Cipriano) ist ein brasilianischer Fußballspieler.

## Vereine
Der Stürmer soll 1991 bei Matsubara in Brasilien gespielt haben. Anschließend werden von 1992 bis Mitte 1993 die Montevideo Wanderers als sein Arbeitgeber geführt.
Weitere Stationen sollen Mirassol FC, Deportivo Toluca (Mexiko), SE Matsubara (Japan), AC Turin (Italien), Sport Recife (Brasilien), Mogi Mirim EC (Brasilien), CA Juventus (Brasilien) und AE Araçatuba (Brasilien) gewesen sein.
In der Saison 2000/01 wechselte er zum russischen Rekordmeister Spartak Moskau. Für Spartak spielte er auch viermal in der UEFA Champions League. Ein Jahr später wurde Marcão vom damaligen Bundesligisten FC St. Pauli verpflichtet, um die Kiezkicker im Kampf gegen den Abstieg aus der Bundesliga zu unterstützen. Für den FC St. Pauli spielte er 19 Mal in der Bundesliga und erzielte zwei Treffer. Nach dem Abstieg des FC St. Pauli spielte Marcão fünfmal in der 2. Bundesliga.
Im Spätsommer 2004 wechselte er zurück nach Brasilien zum EC Bahia,  um nach einem Jahr beim Guarani FC zu spielen. Im Januar 2006 unterschrieb er einen Vertrag in der Schweiz bei Yverdon Sport FC. Hier blieb er ein halbes Jahr.